# Bill Newton
Bill R. Newton (Rockville, 22 dicembre 1950) è un ex cestista statunitense, professionista nella ABA.

## Palmarès
- Campionato ABA: 1

Indiana Pacers: 1973